# Цзян Юнхуа
Цзян Юнхуа (7 вересня 1973) — китайська велогонщиця.
Срібна призерка Олімпійських Ігор 2004 року в гіті на 500 м.
Срібна призерка Чемпіонату світу з трекових велоперегонів 2004 року в гіті на 500 м.